# Manîci
Râul Manâci (în rusă: Маныч) este un afluent de stânga al Donului situat în sudul Rusiei: Calmîchia, Regiunea Rostov și Ținutul Stavropol. Are o lungime de 219 km, și un bazin de recepție de 35.400 km2. Are sursa în lacul Manâci-Gudilo, în partea de sud-vest a Republicii Calmîchia.
1. ↑  Geographic Names Server, 11 iunie 2018